# 1955年の日本シリーズ
1955年の日本シリーズ（1955ねんのにっぽんシリーズ、1955ねんのにほんシリーズ）は、1955年10月15日から10月24日まで行われた第6回プロ野球日本選手権シリーズである。2年ぶり4度目となった水原茂監督率いるセ・リーグの覇者読売ジャイアンツと山本一人監督率いるパ・リーグの覇者南海ホークスとの対決となり、10月に後楽園球場と大阪球場で行われた。

## 概要
1953年の日本シリーズ以来となる、巨人と南海の対決となった4度目のシリーズ。日本シリーズ前、巨人は勝ち星92勝（勝率.713）と圧倒的に勝ち上がり、南海は西鉄ライオンズとの激しい首位争いを通じて勝ち上がり、1950年に記録した松竹ロビンスの勝ち星98勝（勝率.737）を抜く99勝（勝率.707）で勝ち上がってきた。
本シリーズ前の時点で、山本一人監督は、過去巨人の前で3連敗（1951年～1953年）を経験しているため、リベンジの場として下記のとおり、3勝1敗と追いつめたものの、第5戦から3連敗で敗れた。次に日本シリーズで巨人と対戦した1959年では、「3勝目」を挙げた時点で「ふたたび昭和30年の轍は踏むまい」と意識することになったという。
なお、第5戦終了後の後楽園球場では、来日したニューヨーク・ヤンキースと毎日オリオンズの試合（日米野球、1955年の野球参照）がナイターで行われた（本シリーズが、日程順延により、先に決まっていたヤンキース戦の「前座」となったもの）。

## 試合結果
| 10月15日（土）                         | 第1戦  | 読売ジャイアンツ | 4 - 1    | 南海ホークス     | 大阪球場   |
| 10月16日（日）                         | 第2戦  | 読売ジャイアンツ | 0 - 2    | 南海ホークス     | 大阪球場   |
| 10月17日（月）                         | 移動日 | 移動日           | 移動日   | 移動日           | 移動日     |
| 10月18日（火）                         | 第3戦  | 南海ホークス     | 2 - 0    | 読売ジャイアンツ | 後楽園球場 |
| 10月19日（水）                         | 第4戦  | 雨天中止         | 雨天中止 | 雨天中止         | 後楽園球場 |
| 10月20日（木）                         | 第4戦  | 雨天中止         | 雨天中止 | 雨天中止         | 後楽園球場 |
| 10月21日（金）                         | 第4戦  | 南海ホークス     | 5 - 2    | 読売ジャイアンツ | 後楽園球場 |
| 10月22日（土）                         | 第5戦  | 南海ホークス     | 5 - 9    | 読売ジャイアンツ | 後楽園球場 |
| 10月23日（日）                         | 第6戦  | 読売ジャイアンツ | 3 - 1    | 南海ホークス     | 大阪球場   |
| 10月24日（月）                         | 第7戦  | 読売ジャイアンツ | 4 - 0    | 南海ホークス     | 大阪球場   |
| 優勝：読売ジャイアンツ（2年ぶり4回目） |        |                  |          |                  |            |

### 第1戦
10月15日　大阪球場　入場者数:22448人（延長10回）
| 巨人 | 0 | 0 | 0 | 1 | 0 | 0 | 0 | 0 | 0 | 3 | 4 |
| 南海 | 0 | 0 | 0 | 0 | 1 | 0 | 0 | 0 | 0 | 0 | 1 |

| （巨） | ○別所（1勝） - 広田                         |
| （南） | 柚木、中村、●宅和（1敗）、小畑 - 松井、筒井 |
| 本塁打 |                                             |
| （巨） | 川上 1号2ラン（10回宅和）                   |

[審判]パ二出川（球）セ筒井、パ苅田、セ津田（塁）パ浜崎、セ円城寺（外）
先発は、巨人・別所毅彦、南海・柚木進の先発。2回から、山本監督は柚木から中村大成、宅和本司へと、早くも継投策を行い始めた。4回、巨人は千葉茂のタイムリーで1点を先取。南海は5回に蔭山和夫のスクイズで同点に追いつき、そのまま延長戦に入った。1-1の同点で迎えた延長10回表、巨人は川上哲治の2ラン本塁打で均衡を破り、さらに千葉、樋笠一夫、岩本尭の連打で、1点を追加した。この3点が決勝点となって4-1と巨人がシリーズ1勝を挙げ、別所は完投で勝利投手となった。
公式記録関係（日本野球機構ページ）

### 第2戦
10月16日　大阪球場　入場者数：27784人
| 巨人 | 0 | 0 | 0 | 0 | 0 | 0 | 0 | 0 | 0 | 0 |
| 南海 | 0 | 1 | 0 | 0 | 0 | 0 | 1 | 0 | x | 2 |

| （巨） | ●大友（1敗） - 広田、藤尾 |
| （南） | ○小畑（1勝）、中村 - 松井 |
| 本塁打 |                           |
| （南） | 飯田1号ソロ（2回大友）    |

[審判]セ島（球）パ横沢、セ筒井、パ浜崎（塁）セ津田、パ苅田（外）
南海は、2回裏の飯田徳治の先制本塁打、7回裏の松井淳の適時打で2-0とリードし、守っては、先発・小畑正治が7回まで、8回から中村大成への継投により、2-0の完封勝利で1勝1敗のタイとした。
公式記録関係（日本野球機構ページ）

### 第3戦
10月18日　後楽園球場　入場者数：17324人
| 南海 | 0 | 0 | 0 | 1 | 0 | 0 | 0 | 1 | 0 | 2 |
| 巨人 | 0 | 0 | 0 | 0 | 0 | 0 | 0 | 0 | 0 | 0 |

| （南） | 宅和、○戸川（1勝） - 松井 |
| （巨） | ●中尾（1敗）、安原 - 広田 |
| 本塁打 |                           |
| （南） | 岡本1号ソロ（8回中尾）    |

[審判]パ二出川（球）セ津田、パ横沢、セ円城寺（塁）パ浜崎、セ筒井（外）
1日移動日を挟み、巨人の本拠地・後楽園球場の開幕戦となる第3戦。南海の先発はシーズン24勝を記録した宅和、対する巨人は中尾碩志。南海は、4回表、森下正夫のタイムリーで1点を先制。山本監督は5回裏から、投手を宅和から戸川一郎に継投。8回表には岡本伊三美が、中尾からの本塁打で1点を追加し2-0とし、結局、南海が2勝目を挙げた。
公式記録関係（日本野球機構ページ）

### 第4戦
10月21日　後楽園球場　入場者数：19373人
| 南海 | 1 | 0 | 0 | 0 | 0 | 0 | 0 | 4 | 0 | 5 |
| 巨人 | 0 | 0 | 0 | 0 | 1 | 0 | 0 | 0 | 1 | 2 |

| （南） | 中村、○戸川（2勝） - 松井、筒井敬  |
| （巨） | ●別所（1勝1敗）、安原 - 広田、藤尾 |

[審判]セ島（球）パ苅田、セ筒井、パ浜崎（塁）セ円城寺、パ横沢（外）
雨で2日順延となった第4戦。3連敗できない巨人は、先発に第1戦で好投した別所を中6日で登板させる。一方、勝てば王手をかける南海の先発は、シーズン23勝を記録した中村。先制したのは南海。1回表、三塁手のエラーと別所のボークで1点を先制する。巨人も5回裏に別所の適時打で同点に追いつくが、南海は、8回表に巨人守備陣のエラーによる自滅で4点を奪い、9回裏に巨人が1点を返したものの、5-2で南海が勝利。南海は、日本一へ王手をかけた。
公式記録関係（日本野球機構ページ）

### 第5戦
10月22日　後楽園球場　入場者数：17320人
| 南海 | 0 | 0 | 0 | 3 | 1 | 0 | 0 | 1 | 0 | 5 |
| 巨人 | 4 | 0 | 0 | 1 | 0 | 0 | 0 | 4 | x | 9 |

| （南） | 宅和、円子、中村、大神、●小畑（1勝1敗）、野母 - 松井、筒井敬 |
| （巨） | 大友、安原、○別所（2勝1敗）- 藤尾                            |
| 本塁打 |                                                              |
| （南） | 飯田2号3ラン（4回大友）、深見1号ソロ（7回別所）              |
| （巨） | 藤尾1号ソロ（1回宅和）                                       |

[審判]パ二出川（球）セ円城寺、パ浜崎、セ津田（塁）パ苅田、セ筒井（外）
後がない巨人は、先発メンバーを大幅に入れ替える。捕手を広田順から藤尾茂へ、二塁手を千葉から内藤へ、左翼に加倉井を入れるなど若手を起用したことが当たりとなった。
巨人の先発は第2戦で好投した大友。南海は第3戦で勝利した宅和が先発したが、宅和が大きな誤算だった。1回裏、南村侑広、平井三郎を塁に置き、藤尾茂の3ラン本塁打で巨人が先制。さらに岩本のタイムリーで初回に4点を奪う。ここで南海は宅和を諦め、円子宏をリリーフに送った。4点差とされた南海は4回表、飯田の3ラン本塁打で1点差に迫った。その裏、巨人は川上のタイムリーで1点を追加。5回表、南海は代打・蔭山が出塁し、島原輝夫、杉山光平の連打で1点を返して4-5とし、さらに7回表、代打・深見安博の本塁打で5-5の同点に追いつく。しかし、南海は7回裏から登板させた小畑が、四球とエラーからピンチを迎え、川上を敬遠して満塁策を取ったもののこれが裏目に出て、岩本、加倉井実、広岡達朗の連打で4点を失い、巨人が2勝目を挙げた。
公式記録関係（日本野球機構ページ）

### 第6戦
10月23日　大阪球場　入場者数：22695人
| 巨人 | 2 | 0 | 0 | 0 | 0 | 0 | 0 | 0 | 1 | 3 |
| 南海 | 1 | 0 | 0 | 0 | 0 | 0 | 0 | 0 | 0 | 1 |

| （巨） | 安原、○中尾（1勝1敗）、別所 - 藤尾 |
| （南） | ●中村（1敗）、大神 - 松井          |

[審判]セ島（球）パ浜崎、セ円城寺、パ横沢（塁）セ津田、パ苅田（外）
舞台を大阪球場に移した第6戦。巨人の先発は安原達佳、南海の先発は中村。巨人は1回表に、相手の失策、川上と柏枝文治の連打などで2点を挙げて2-0と先制した。巨人の先発安原は、1回裏に木塚と島原の連打、杉山の死球で無死満塁のピンチを招いて降板するアクシデントがあったが、リリーフの中尾は、1点を失って2-1となったものの後続を断ち切った。その後は巨人・中尾、南海・中村の投手戦が続いた。9回表に南海は中村を降板させ、若手の大神武俊を登板させたが、満塁のピンチを招き、中尾の1塁ゴロの間に1点を奪われ、3-1とリードされる。9回裏、救援登板の別所が、走者を出したものの抑えて、3勝3敗の逆王手をかけた。
公式記録関係（日本野球機構ページ）

### 第7戦
10月24日　大阪球場　入場者数：17775人
| 巨人 | 0 | 0 | 0 | 0 | 1 | 0 | 0 | 0 | 3 | 4 |
| 南海 | 0 | 0 | 0 | 0 | 0 | 0 | 0 | 0 | 0 | 0 |

| （巨） | ○別所（3勝1敗）- 藤尾                      |
| （南） | ●戸川（2勝1敗）、中村、小畑 - 松井、筒井敬 |

[審判]パ二出川（球）セ筒井、パ苅田、セ津田（塁）パ横沢、セ円城寺（外）
最終戦の第7戦、巨人の先発は4連投の別所、南海は戸川を先発にした。巨人は5回表、南村の犠牲フライで1点を先制した。9回表、南海は小畑をリリーフに送ったが、平井の犠牲フライなどで3点を失ってしまい、4-0と点差を広げられた。別所は、南海打線を4安打に抑えて完封勝利を飾り、巨人が2年ぶり4度目の日本一になった。別所は後年、この試合が自分にとってのベストピッチだったと語っている（文春ビジュアル文庫「豪球列伝」、日本スポーツ出版社 「NIPPON SPORTS MOOK特別版・日本シリーズ50年～激動のドラマ」より）
公式記録関係（日本野球機構ページ）

## テレビ・ラジオ中継

### テレビ中継
- 第1戦：10月15日
  - NHKテレビ 実況：鈴木文彌
  - 日本テレビ 実況：越智正典 解説：中澤不二雄
- 第2戦：10月16日
  - NHKテレビ 実況：志村正順
  - 日本テレビ 実況：越智正典 解説：中澤不二雄
- 第3戦：10月18日
  - 日本テレビ 実況：越智正典 解説：中澤不二雄
- 第4戦：10月21日
  - 日本テレビ 実況：越智正典 解説：中澤不二雄
- 第5戦：10月22日
  - 日本テレビ 実況：越智正典 解説：中澤不二雄
- 第6戦：10月23日
  - NHKテレビ
- 第7戦：10月24日
  - NHKテレビ 実況：石田武
  - 日本テレビ 実況：越智正典 解説：中澤不二雄

この年の選手権から全試合テレビ中継されることになった。日本テレビ系列はこれ以後、1981年まで27年連続して日本シリーズを放映し続けることになる。

### ラジオ中継
- 第1戦：10月15日
  - NHKラジオ第2 実況：志村正順 解説：小西得郎、杉村正一郎
  - ラジオ東京（現・TBSラジオ）・朝日放送 実況：村上守（朝日放送） 解説：大和球士
- 第2戦：10月16日
  - NHKラジオ第2 実況：鈴木文彌 ゲスト解説：三原脩（西鉄監督）
  - ラジオ東京・朝日放送 実況：中村鋭一（朝日放送） 解説：大和球士、天知俊一
- 第3戦：10月18日
  - NHKラジオ第2 実況：志村正順 解説：小西得郎
  - ラジオ東京・朝日放送 実況：小坂秀二（ラジオ東京） 解説：大和球士
- 第4戦：10月21日
  - NHKラジオ第2 実況：岡田実 解説：小西得郎
  - ラジオ東京・朝日放送 実況：近江正俊（ラジオ東京） 解説：大和球士
- 第5戦：10月22日
  - NHKラジオ第2 実況：野瀬四郎 解説：小西得郎
  - ラジオ東京・朝日放送　実況：渡辺謙太郎（ラジオ東京） 解説：大和球士
- 第6戦：10月23日
  - NHKラジオ第2 実況：志村正順 解説：小西得郎
  - ラジオ東京・朝日放送 実況：村上守（朝日放送） 解説：大和球士
- 第7戦：10月24日
  - NHKラジオ第2 実況：鈴木文彌 解説：志村正順
  - :現役のアナウンサーが野球解説を行なうという2015年現在の日本プロ野球中継ではほぼあり得ない形式がかつては存在した。（志村自身、スポーツ全般への造詣が深かったことや「スポーツ解説」の概念を日本に持ち込んだ先駆者ではあったが）
  - ラジオ東京・朝日放送 実況：中村鋭一（朝日放送） 解説：大和球士